# Friedrich Rahkob
Friedrich „Fritz“ Rahkob (* 25. Juli 1885 in Rotthausen; † 23. August 1944  in Stuttgart) war ein deutscher Bergmann, Kommunist und Widerstandskämpfer. Er wurde als Mitglied der Widerstandsgruppe um Franz Zielasko als Opfer der NS-Justiz  hingerichtet.

## Leben und Wirken
Friedrich Rahkob arbeitete im später nach Gelsenkirchen eingemeindeten Rotthausen im Bergbau. Dort erlitt er einen schweren Arbeitsunfall, in dessen Folge er die Arbeit aufgeben musste. Er arbeitete in der Folge für die kommunistische Tageszeitung Ruhr-Echo zunächst als Kassierer und später in dessen Versand. 
Rahkob war bereits seit 1905 politisch aktiv. 1918 war er während der Novemberrevolution Mitglied des Arbeiter- und Soldatenrates in Rotthausen. Er war seit 1920 Mitglied der KPD, nahm an Arbeiterkämpfen in Gelsenkirchen teil und wurde Mitglied im Einheitsverband der Bergarbeiter in der Revolutionären Gewerkschafts-Opposition.
Unmittelbar nach der Machtergreifung durch die Nationalsozialisten wurde Rahkob verhaftet und bis 1938 in sogenannter Schutzhaft gehalten. 1943 lernte Rahkob den über die Sowjetunion eingereisten Franz Zielasko kennen, der im Ruhrgebiet eine Widerstandsgruppe aufzubauen versuchte. Dieser schloss er sich an. Weitere Mitglieder in Gelsenkirchen waren beispielsweise Paul Bukowski und Andreas Schillack. Jedoch flog die Gruppe bereits nach kurzer Zeit auf. Rahkob wurde wie die anderen Mitglieder in einer Verhaftungswelle im frühen August 1943 von der Gestapo verhaftet.
Während Zielasko während eines Verhörs durch die Gestapo ermordet wurde, stellte man Rahkob vor den Volksgerichtshof. Gemeinsam mit Paul Bukowski wurde er am 20. Juni 1944 wegen „Vorbereitung zum Hochverrat in Verbindung mit Feindbegünstigung“ zum Tode verurteilt und am 23. August 1944 in Stuttgart hingerichtet. Der Leichnam Rahkobs wurde dem Anatomischen Institut der Universität Tübingen übereignet, wo er konserviert wurde. Erst am 1. Juli 1947 erfolgte die Einäscherung des Leichnams und am 14. September 1947 die Beisetzung auf dem Rotthauser Friedhof. Die Tageszeitung, das Westfälische Volks-Echo verfasste einen Nachruf unter der Schlagzeile Fritz Rahkob ruht in Heimaterde.
Friedrich Rahkob war mit der Emma Rahkob, geborene Ibens, verheiratet, die ebenfalls im Widerstand gegen die Nationalsozialisten aktiv war. Das Paar hatte zwei Kinder, Ferdinand und Hetti.

## Ehrungen
- Am 30. Januar 1987 wurde in Gelsenkirchen der Fritz-Rahkob-Platz nach dem im Widerstand Umgekommenen benannt und eine Gedenktafel installiert.
- 2011 wurde unter Rahkobs letzter Adresse in der Liebfrauenstrasse 38 in Gelsenkirchen ein Stolperstein zum Andenken verlegt.[2]